# São Caetano do Sul
São Caetano do Sul là một đô thị tại bang São Paulo, Brasil. Đô thị này có diện tích 15.360 km², dân số năm 2007 là 144.857 người, mật độ dân số 9.430,8 người/km². Thành phố này có GDP đầu người cao nhất Brasil (16.500 USD/người) và cũng có chỉ số phát triển con người cao nhất Brasil. Đây là một đô thị thành phần của vùng đô thị São Paulo. Đô thị này cách thủ phủ bang São Paulo 11 km, nằm ở độ cao 760 m. Khí hậu ở đây bán nhiệt đới. Theo thống kê năm 2000, đô thị này có chỉ số phát triển con người, tỷ lệ biết đọc biết viết là 99,01%, tuổi thọ bình quân 87,18 năm. 

## Các đô thị giáp ranh
Đô thị này giáp các đô thị sau:
Santo André, São Bernardo do Campo và São Paulo.